# 岡本芳郎
岡本 芳郎（おかもと よしろう、1943年10月5日 - ）は、日本の農水官僚、政治家。学位は博士（農学）（東京大学・1997年）。自由民主党所属の元衆議院議員（2期）。

## 来歴

### 生い立ち
徳島県徳島市出身。徳島県立城南高等学校を経て、東京大学農学部農業工学科にて農学を修め農業工学科、1967年に卒業した。

### 官界
大学卒業後、農林省に入省。徳島県庁耕地課長などを歴任し、1996年より農林水産省構造改善局次長を務めた。

### 政界
2000年、第42回衆議院議員総選挙に徳島1区から出馬するも、仙谷由人に敗れた。2003年、第43回衆議院議員総選挙に比例四国ブロックより立候補し初当選。自由民主党内では平成研究会に所属した。2005年9月、第44回衆議院議員総選挙に出馬し、徳島1区で再び仙谷に敗れるも、比例四国ブロックで復活当選。2007年8月、第1次安倍改造内閣にて総務大臣政務官に任命された。2009年1月より麻生内閣で内閣府大臣政務官（経済財政政策、規制改革、沖縄及び北方対策、地方分権改革、地方再生、道州制などの担当）を務めた。
国会では、衆議院の総務委員会理事、農林水産委員会委員、国家基本政策委員会委員などを務めた。自民党では徳島県連合会の会長や徳島県第一選挙区支部の支部長などを務めた。また、徳島県土地改良事業団体連合会の特別顧問や会長も務めた。
2009年8月の第45回衆議院議員総選挙では、仙谷との三度目の対決となったが、またも敗北。比例四国ブロックでの復活もできず、議席を失った。

## 略歴
- 1943年10月 - 誕生。
- 1967年3月 - 東京大学農学部農業工学科卒業[1]。
- 1967年4月 - 農林省入省。
- 1996年9月 - 農林水産省構造改善局次長。
- 1997年6月 - 博士号取得。
- 2000年6月 - 第42回衆議院議員総選挙落選。
- 2003年11月 - 第43回衆議院議員総選挙当選。
- 2005年9月 - 第44回衆議院議員総選挙当選。
- 2007年8月 - 総務大臣政務官。
- 2009年1月 - 内閣府大臣政務官。
- 2009年8月 - 第45回衆議院議員総選挙落選。

## 所属していた団体・議員連盟
- 日本会議国会議員懇談会
- 外国人材交流推進議員連盟
- 高速道路建設推進議員連盟
- トラック輸送振興議員連盟